# Groupe des sénateurs canadiens
Le Groupe des sénateurs canadiens (abrégé en GSC; en anglais : Canadian Senators Group, abrégé en CSG) est un groupe parlementaire de sénateurs du Canada fondé le 4 novembre 2019 par huit sénateurs du Groupe des sénateurs indépendants, deux du caucus du Sénat du Parti conservateur du Canada et un sénateur non affilié. Le groupe a nommé Scott Tannas au poste de chef intérimaire et Josée Verner chef suppléante intérimaire. 

## Histoire
Le caucus a été formé le 4 novembre 2019. 
Dans une interview avec Don Martin de CTV News, Scott Tannas a indiqué qu'il était indiscutable que sa motivation et celle de plusieurs autres sénateurs de quitter le Groupe des sénateurs indépendants étaient la perception d'un manque d'indépendance lors du vote du printemps 2019 relatif à l'industrie pétrolière de la côte ouest, au moratoire sur ce sujet et aux autres législations liées au pétrole et au gaz. Par ailleurs, Tannas a expliqué qu'après la refonte radicale du Sénat canadien par le Premier ministre Justin Trudeau, l'inquiétude selon laquelle le GSI, qui comptait 58 sénateurs à son apogée, était devenu trop grand et qu'il fallait une diversité de voix pour empêcher une tyrannie de la majorité. Enfin, Tannas a annoncé que le caucus serait limité à 25 membres maximum, afin de justement éviter cet effet,. 
Parmi les explications quant à la création d'un deuxième caucus indépendant et non partisan au Sénat, la défense des provinces et de leurs particularités est particulièrement mise de l'avant, bien que selon la Constitution il s'agisse théoriquement de l'objectif du Sénat dans son ensemble,.   
Le 18 novembre 2019, deux autres sénateurs ont rejoint le groupe : Percy Downe, ancien membre du caucus libéral puis brièvement du Groupe progressiste du Sénat ; et Jean-Guy Dagenais, membre du groupe conservateur. Downe explique se sentir mal à l'aise avec la position de centre-gauche associée au Groupe progressiste du Sénat tandis que Dagenais cite ses désaccords avec le chef conservateur Andrew Scheer, dont il avait demandé la démission en soulignant la manque d'intérêt accordé aux électeurs du Québec lors de la campagne fédérale de 2019,. 

## Adhésion
| Nom               | Province ( Division )                   | Ancienne affiliation politique   |
| ----------------- | --------------------------------------- | -------------------------------- |
| Doug Black        | Alberta                                 | Groupe de sénateurs indépendants |
| Robert Black      | Ontario                                 | Groupe de sénateurs indépendants |
| Larry Campbell    | Colombie britannique                    | Groupe de sénateurs indépendants |
| Jean-Guy Dagenais | Québec (Victoria)                       | Conservateur                     |
| Percy Downe       | Île-du-Prince-Édouard                   | Groupe progressiste du Sénat     |
| Stephen Greene    | Nouvelle-Écosse (Halifax - The Citadel) | Groupe de sénateurs indépendants |
| Diane Griffin     | Île-du-Prince-Édouard                   | Groupe de sénateurs indépendants |
| Elaine McCoy      | Alberta                                 | Groupe de sénateurs indépendants |
| David Richards    | Nouveau-Brunswick                       | Non affilié                      |
| Scott Tannas      | Alberta                                 | Conservateur                     |
| Josée Verner      | Québec (Montarville)                    | Groupe de sénateurs indépendants |
| Pamela Wallin     | Saskatchewan                            | Groupe de sénateurs indépendants |
| Vernon White      | Ontario                                 | Conservateur                     |

## Voir également
- Groupe des sénateurs indépendants
- Groupe progressiste du Sénat